# Turó de la Grimola
El Turó de la Grimola és una muntanya de 625 metres que es troba al municipi de Tordera, a la comarca del Maresme.